# قرار مجلس الأمن التابع للأمم المتحدة رقم 859
قرار مجلس الأمن التابع للأمم المتحدة رقم 859، المتخذ بالإجماع في 24 آب / أغسطس 1993، بعد التذكير بجميع القرارات المتعلقة بالوضع في البوسنة والهرسك، أشار المجلس إلى أنه على الرغم من جميع قرارات مجلس الأمن السابقة منذ القرار 713 (1991)، فإن المنطقة لا تزال مسرحًا الأعمال العدائية وكان هناك امتثال ضئيل للقرارات السابقة، ولا سيما من قبل الطرف الصرب البوسني.
وأدينت جميع جرائم الحرب وانتهاكات القانون الدولي الإنساني، وأعرب المجلس عن القلق إزاء تدهور الوضع في موستار على وجه الخصوص. وأعلن المجلس عزمه على دعم الجهود التي تبذلها قوة الأمم المتحدة للحماية والمفوضية السامية للأمم المتحدة لشؤون اللاجئين لمواصلة تقديم المساعدة الإنسانية للسكان المدنيين.
قوبل حصار سراييفو وموستار ومدن أخرى بقلق من المجلس الذي أدان تعطيل المرافق العامة من قبل صرب البوسنة بشكل خاص، ودعا جميع الأطراف إلى استعادتها. وأكد مجلس الأمن من جديد أنه من غير المقبول الاستيلاء على الأراضي بالقوة والتطهير العرقي، مشدداً على أن إنهاء الأعمال العدائية في البوسنة والهرسك أمر ضروري لتحقيق تقدم ملموس في عملية السلام. وبما أن القرار قرر أن الحالة في البوسنة والهرسك لا تزال تشكل تهديدا للسلم والأمن الدوليين، فإن التدابير المتخذة ستُسن بموجب الفصل السابع من ميثاق الأمم المتحدة.
ودعا مجلس الأمن إلى إيجاد حل خلال محادثات السلام في جنيف بسويسرا ووقف فوري لإطلاق النار في البوسنة والهرسك. وصدرت مطالب بتقديم مساعدات غير مقيدة، وغذاء، وماء، وكهرباء، ووقود، واتصالات، بالإضافة إلى احترام أفراد قوة الأمم المتحدة للحماية ومفوضية الأمم المتحدة لشؤون اللاجئين. في غضون ذلك، أشار الأمين العام بطرس بطرس غالي إلى أن القوة الجوية الداعمة لقوة الحماية متوفرة الآن.
وكرر المجلس التأكيد على أن حل النزاع يجب أن يتوافق مع ميثاق الأمم المتحدة ومبادئ القانون الدولي وأكد في هذا السياق:
(أ) سيادة البوسنة والهرسك وسلامتها الإقليمية واستقلالها السياسي؛
(ب) حقيقة أنه لا تغيير في اسم البلد أو التغييرات المتعلقة بتنظيمه الداخلي يؤثر على العضوية في الأمم المتحدة؛
(ج) المبادئ التي اعتمدها مؤتمر لندن الدولي بشأن يوغوسلافيا السابقة فيما يتعلق بإنهاء الأعمال العدائية وعودة اللاجئين والتعويض؛
(د) حق جميع المشردين في العودة إلى ديارهم؛
(هـ) الحفاظ على سراييفو كمركز متعدد الثقافات والأعراق والأديان.
وأشار مجلس الأمن إلى أن الأشخاص سيتحملون مسؤولية فردية عن جرائم الحرب وانتهاكات القانون الإنساني وقراره الوارد في القرار 827 بإنشاء المحكمة الجنائية الدولية ليوغوسلافيا السابقة. واختتم بإعلان استعداده لمساعدة الطرفين في تنفيذ التسوية بمجرد الاتفاق عليها.

## روابط خارجية
- نص القرار في undocs.org